# Simena aequinoctialis
Simena aequinoctialis là một loài bướm đêm trong họ Geometridae.